# Strohdeich (Kollmar)
Strohdeich ist ein Ortsteil der Gemeinde Kollmar in Schleswig-Holstein. Er liegt im Binnenland Kollmars, also nicht an der Elbe. Während das Nachbardorf Moorhusen eher als Straßendorf klassifiziert wird, ist Strohdeich mehr ein Weiler.
Der Ort beginnt bei Moorhusen und endet bei Herzhorn.
Der Name kommt davon, dass dort mal der Elbdeich lag. Heute liegt Strohdeich im Kollmarer Binnenland, der Deich ist inzwischen bis ans Ufer gerückt. Wenn man an der gleichnamigen Straße entlangfährt, kann man auch noch sehen, dass die Häuser erhöht sind. Hans von Ahlefeldt erwarb 1494 die Haseldorfer Marsch, zu der damals auch Seestermühe und Kollmar zählten. Die Ahlefeldts blieben bis 1626 im Besitz von Kollmar. Sie ließen im Jahre 1586 das Schloss Oevelgönne (= „Übelgunst“) errichten. Baumeister war der Italiener Franz de Rocha. Im Jahre 1815 wurde das baufällige Schloss abgerissen. 1959 wurden bei Bauarbeiten an den Straßen Strohdeich-Deichreihe-Langenhals Reste der ehemaligen Schloss-Wurt gefunden, darunter Bruchstücke von Mauerwerk und Sandsteinverzierung sowie Kopfsteinpflaster.